# دونز رود (فلوریدا)
دونز رود (به انگلیسی: Dunes Road) یک منطقهٔ مسکونی در ایالات متحده آمریکا است که در شهرستان پام بیچ، فلوریدا واقع شده‌است. دونز رود ۱٫۳ کیلومتر مربع مساحت و ۳۹۱ نفر جمعیت دارد و ۵ متر بالاتر از سطح دریا قرار دارد.